# Retrato de Isabel II de comemoração dos 100 anos do Clube da Força Aérea Real
Isabel II do Reino Unido, como patrona do Clube da Força Aérea Real, visitou as instalações do clube em Piccadilly, Londres, para marcar o ano do seu centenário. O clube da RAF que está aberto a oficiais antigos e servindo da RAF, foi fundada em 1918 e formalmente abriu suas portas em 1922. Em 12 de março de 1922, o clube foi visitado pelo rei Jorge V e a rainha Maria de Teck. A rainha é patrona do clube desde 1952 e, durante a visita, Sua Majestade inaugurou a nova ala, que abriga comodidades como academia e business center. Após uma turnê pelo clube, a rainha revelou um novo vitral, que foi projetado para comemorar as mulheres da RAF. A nova obra de arte foi criada pela artista e designer Helen Whittaker, e visa destacar o desenvolvimento de papéis femininos na RAF ao longo de seus 100 anos. Isabel II do Reino Unido foi capaz de conhecer algumas representantes femininas da RAF, incluindo Jo Salter, que foi a primeira piloto de jatos rápidos da Grã-Bretanha, que voou com o Esquadrão Tornado's 617. A visita terminou com a revelação de um novo retrato da Rainha, que foi comissionada para celebrar o 100º aniversário do clube. Iniciado em fevereiro de 2018 e ambientado na White Drawing Room do Castelo de Windsor, o retrato foi pintado por Benjamin Sullivan - que ganhou o BP Portrait Award em 2017.

## Descrição
O retrato inclui uma série de elementos da RAF: ao fundo, um Spitfire - 'S' para 'Strike' - do 253 Squadron, do qual o avô do artista, F / Lt JM Sullivan, sobrevoou a Albânia durante a Segunda Guerra Mundial. A imagem à direita é uma parte de "Hurricanes in Flight" (1944), de Eric Ravilous, pintada como parte de seu trabalho para o Comitê Consultivo de Artistas de Guerra. Ravilous viveu e trabalhou perto de Benjamin Sullivan, e na década de 1930, como um membro dos Grandes Artistas Bardfield, cujo corpo de trabalho está agora alojado na Galeria de Arte Fry em Saffron Walden.